# سیارک ۹۶۵۷
سیارک ۹۶۵۷ (به انگلیسی: 9657 Ucka، نامگذاری:1996DG2) نه هزار و ششصد و پنجاه و هفتمین سیارک کشف شده‌است که در ۲۴ فوریه ۱۹۹۶ کشف شد.
قدر مطلق سیارک برابر ۳۷.۱ است.